# Tegla Kar
Tegla Kar, ook wel de Liggende Tijger, was een fort op een heuvelrug in de regio Burang in de prefectuur Ngari, net over de grens van Nepal in de Tibetaanse Autonome Regio. Het stond naast het Tibetaans boeddhistisch klooster Simbiling en boven de boeddhistische tempel Tsegu die oorspronkelijk als bön-tempel dienstdeed.
Tegla Kar was in gebruik als fort in de tijd van het Koninkrijk Burang. Burang of Purang was lokaal bekend als Tegla Toke. Het koninkrijk Burang begon in de 10e eeuw met Koning Khore (Kori), een van de twee zonen van Tashi Gon van het Koninkrijk Guge. De bekendste vorst van Burang was Tagtse Kribar. Tegla Kar werd voor onze jaartelling gebouwd tijdens de Zhangzhung-dynastie. Na het verval van het koninkrijk werd het omgebouwd tot klooster.
Zowel fort Tegla Kar als Simbiling werden in 1967 tijdens de Culturele Revolutie volledig verwoest.